# Yves Duteil
Yves Duteil (Neuilly-sur-Seine, 24 de julio de 1949) es un cantautor francés. Artista comprometido por su obra en la lucha por la defensa del idioma francés y de los derechos de los niños, con más de 50 años de carrera musical. Fue también alcalde de la ciudad de Précy-sur-Marne en Seine et Marne, entre 1989 y 2014.

## Trayectoria artística
Inició sus actividad como cantante en los primeros años 70, vendió 1,3 millones de discos con «Tarentelle» en 1977.
Jeanne Moreau lo eligió para escribir e interpretar con ella la canción principal de su segunda película: "L'Adolescente". En 1981 dedicó un disco a los niños ("La Ópera").
El 5 de junio de 2002 para celebrar sus 30 años de música cantó en el Olympia de París. En 2003 en su labor en favor de los derechos del niño y para facilitar la adhesión a la Convención Internacional sobre los Derechos del Niño, lanzó la canción "Tous les droits des enfants" (Todos los derechos del niño", disco distribuido en los colegios de Francia.
En 2008, Duteil publicó una caja de antología que incluye sus 101 mejores canciones extraídas de los quince discos que grabó, desde "L'écritoire" de 1974 hasta el disco "(Fr)agile", publicado unos meses antes.

## Discografía
- 1972: Virages, 45 Tours
- 1974: L'écritoire
- 1976: J'attends
- 1977: Tarentelle
- 1978: En public au théâtre des Champs-Elysées
- 1979: Mélancolie- (titre réédition en CD : J'ai la guitare)
- 1980: Yves Duteil chante pour les enfants
- 1981: Ça n'est pas ce qu'on fait qui compte
- 1982: L'Olympia
- 1982: Les saisons Grand-Père, livre-disque
- 1983: La statue d'ivoire
- 1985: La langue de chez nous
- 1985: L'univers musical Jean Musy - instrumental
- 1987: Ton absence
- 1988: Côté scène - Olympia
- 1990: Blessures d'enfance
- 1991: En public - spectacle au Zénith
- 1992: Vos préférences , compilation
- 1992: La fleur de l'impossible - Alberville
- 1993: Ligne de vie
- 1994: Entre elles et moi - duos
- 1996: Pour les enfants , recopilatorio
- 1997: Touché
- 1997: Correspondances, recopilatorio coffret 4 CD
- 2001: Sans attendre
- 2002: Yves Duteil chante les enfants
- 2003: Yves Duteil chante pour elle, recopilatorio
- 2003: Yves Duteil par cœur
- 2004: Tous les droits des enfants
- 2004: Yves Duteil chante l'air des mots
- 2018: Respect
- 2021: Chemins de liberté (les chansons du livre), recopilatorio coffret 4 CD, 75 temas, incluye 15 versiones inéditas de estudio o en directo